# Anna Gildemeester

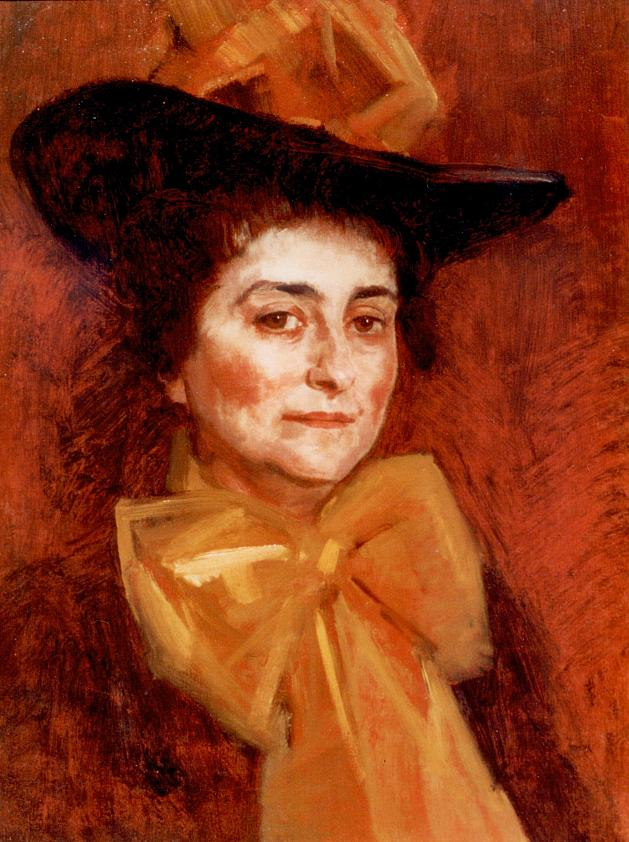
Selbstporträt Anna Gildemeester, 1900

Anna Gildemeester (* 5. Dezember 1867 in Amsterdam; † 1. Januar 1945 in Florenz) war eine niederländische Malerin, Grafikerin und Radiererin.

## Leben
Anna Gildemeester wurde als Tochter des Arztes Jan Paulus Gildemeester (1825–1901) und Elisabeth Maria Johanna Fortuyn (1840–1915) in der Keizersgracht 720 in Amsterdam geboren. Sie hatte zwei ältere Schwestern, Elise (1862–1934) und Kitty (1863–1939). Von 1886 bis 1893 besuchte sie die Rijksakademie van beeldende kunsten (Reichsakademie der Bildenden Künste) und studierte unter anderem bei Marinus Heijl und Rudolf Stang. Danach war sie als Malerin tätig und nahm regelmäßig an zahlreichen Ausstellungen teil. Ab 1891 war sie Mitglied der Künstlervereinigungen Arti et Amicitiae in Amsterdam und ab etwa 1900 der Kunstenaarsvereniging Sint Lucas sowie des Haagse Kunstkring. Kontakte zur Frauenbewegung hatte sie durch ihre Tätigkeit in der „Commissie Versierende Kunst van de Nationale Tentoonstelling van Vrouwenarbeid“ (Ausschuss für dekorative Kunst der Nationalen Ausstellung für Frauenarbeit) in Den Haag 1898.
1900 zog sie mit ihren Eltern und Schwester Kitty (1863–1939) in den Cremerweg 8 in Scheveningen und 1913 mit der inzwischen verwitweten Mutter und Schwester in ein großes Haus im Künstlerdorf Heelsum am Veluwezoom, in dem Platz für ihr eigenes Atelier war. Ihre mittlerweile ebenfalls verwitwete Schwester Elise ließ sich mit ihren beiden Söhnen ebenfalls dort nieder. Anna Gildemeester war in der Künstlervereinigung Pictura Veluvensis aktiv und nahm an den Ausstellungen teil. 1920 ließ sie sich in Lugano nieder und schließlich 1926 in Florenz. Zunächst wohnte sie in einer Pension, bis sie 1927 eine Dreizimmerwohnung in der Via Vittorio Emanuele 92 kaufte, wo sie bis zu ihrem Tod lebte. In den Kriegsjahren verschlechtert sich ihr Gesundheitszustand und sie litt unter Taubheit und Demenz. Am 30. Dezember 1944 kam sie in das Krankenhaus von Florenz, wo sie zwei Tage später starb.

## Werk und Ausstellungen

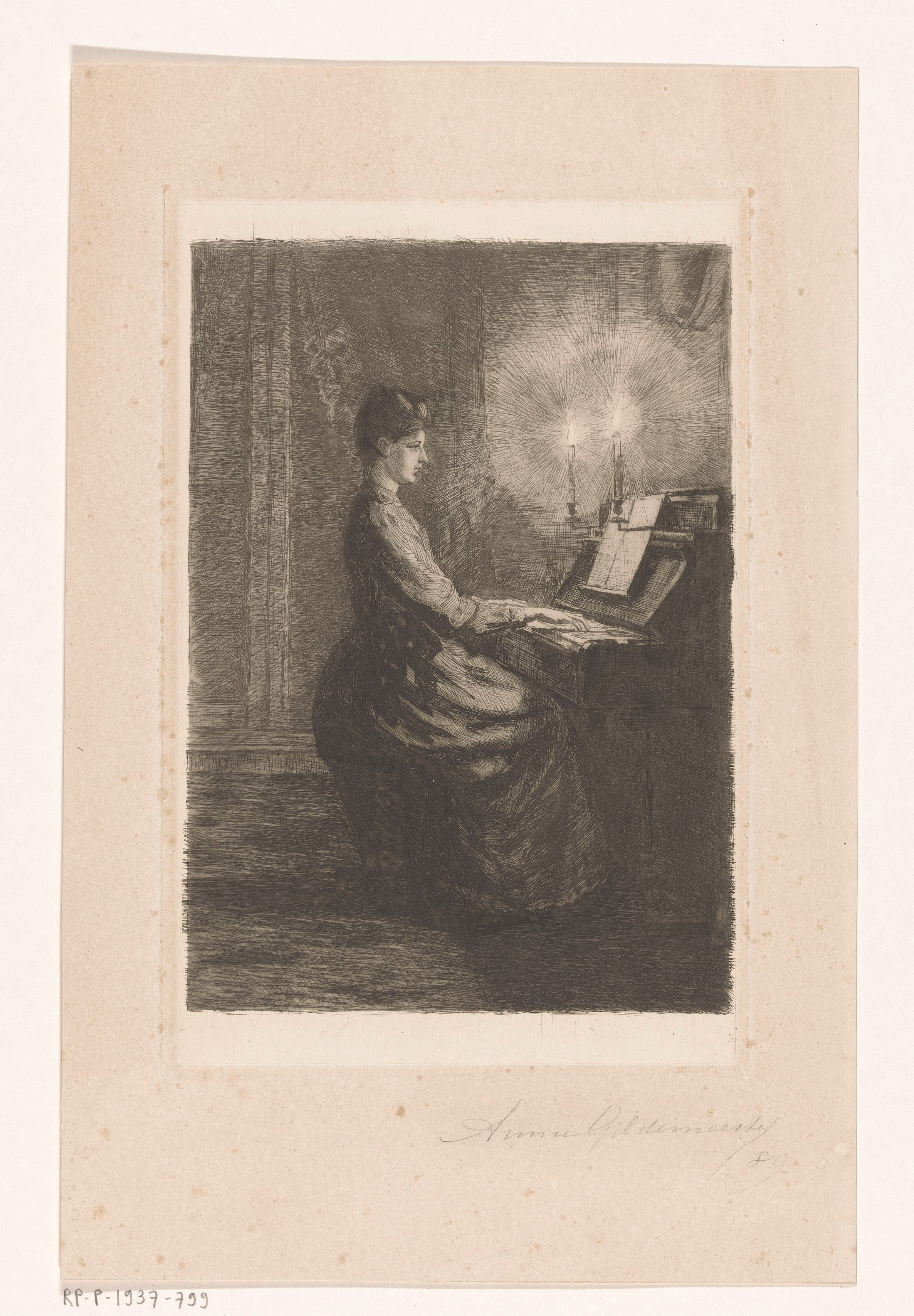
Vrouw die een piano bespeelt bij kaarslicht, 1889
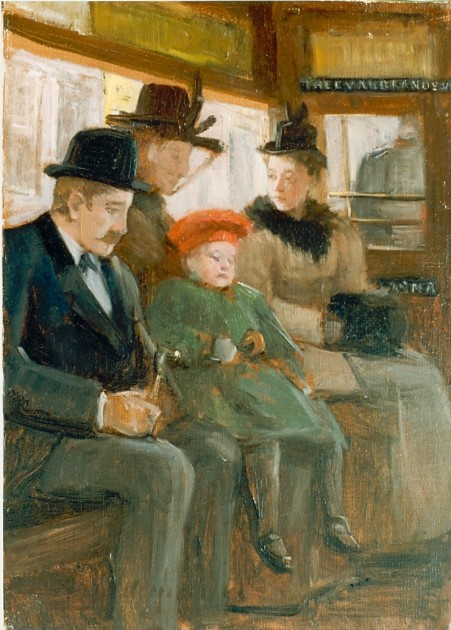
Passagiers in de tram, um 1900
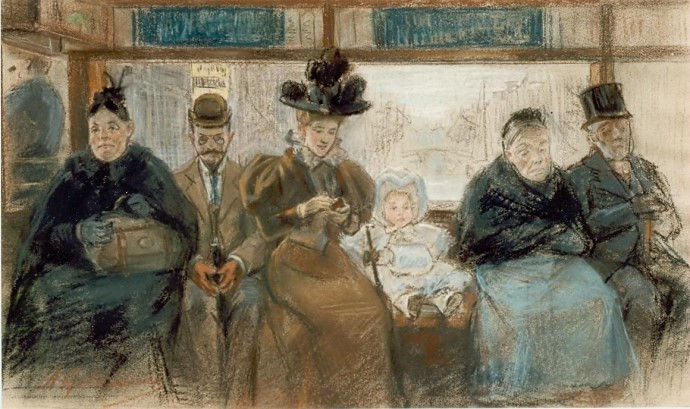
Passagiers in de tram, etwa 1921
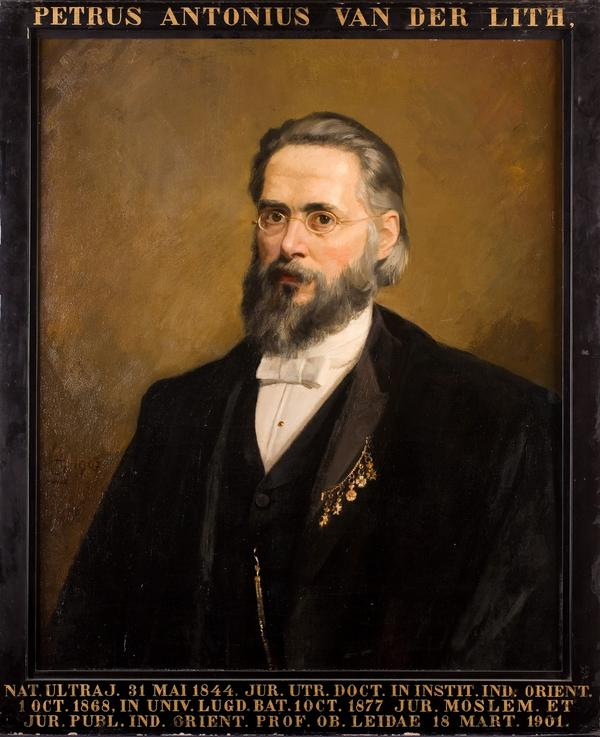
Pieter Antonie van der Lith, 1902

Anna Gildemeester arbeitete mit Kohle, Ölfarbe und Grafik. Im Stil der Haager Schule malte sie vor allem Blumenstillleben, Kinderporträts und Landschaften.
1891 war Gildemeester mit dem Gemälde „Moeder en kind“ (Mutter und Kind) auf der „Tentoonstelling van Oude en Nieuwe Kunst“ (Ausstellung für alte und neue Kunst) im Panorama-Gebäude in der Plantage Middenlaan 50 in Plantagebuurt vertreten. In den darauffolgenden folgten zahlreiche Ausstellungen. 1893 stellte sie im Salon des Berliner Kunsthändlers Fritz Gurlitt „Eene vrouw met een broodetend kind“ und „Aankomend meisje in modern-Engelsche kleeding tusschen chrysanthemums“ aus. Zwischen 1895 und 1918 waren ihre Werke fast jährlich im Stedelijk Museum in Gruppenausstellungen von Sint Lucas oder in „Ausstellungen lebender Meister“ (Tentoonstelling van kunstwerken van levende meesters) zu sehen. 1896 wurden Gemälde von ihr in einer Gemeinschaftsausstellung der Maastrichter Gesellschaft „Momus“ und 1899 in der Kunstgesellschaft „Pictura“ in Zutphen gezeigt. Im Mai 1902 wurden ihre Werke in der „Vierjaarlijksche Tentoonstelling van kunstwerken“ in Rotterdam ausgestellt und im Oktober 1902 im „Haagsche Kunstkring“, dem sie als Arbeitsmitglied beigetreten war. Im Jahr 1910 nahm sie an einer Ausstellung des Vereins „Beeldende Kunst Limburg“ teil. Als Mitglied der Künstlervereinigung „Pictura Veluvensis“ stellte sie zwischen 1909 und 1919 viermal im Pictura-Gebäude in Renkum aus. Im September 1915 nahm sie an einer Gruppenausstellung im Stedelijk Museum teil, zusammen mit den Malerinnen Marie Kelting und Anna J. Baucke-Kleine und der Bildhauerin Georgine Schwartze. 1919 stellte sie ein Kinderporträt in der „Tentoonstelling Artibus“ in Arnheim aus.
Viele von Anna Gildemeesters Werken befinden sich in Privatbesitz, wie etwa die Porträts ihrer Eltern, Schwestern und Cousinen, die sie vor ihrer Abreise nach Lugano anfertigte und die zu den Höhepunkten ihres Oeuvres gehören. Sie wurden nach 1939 von den Kindern ihrer Schwester Elise von Heelsum nach Amerika gebracht. Ein Blumenstillleben ist im Museum Veluwezoom in Arnheim zu sehen.